# Sixten Österberg
Axel Sixten Eugen Österberg, född 6 februari 1900 i Möklinta församling, Västmanlands län, död 1957 i Sala, var en svensk elektroingenjör.
Österberg som var son till löjtnant J.A. Österberg och Mathilda Ahlrot, avlade studentexamen i Västerås 1920 och utexaminerades från Chalmers tekniska institut 1923. han genomgick Aseas tvååriga ingenjörselevkurs 1923–1925, tilldelades Sverige-Amerika Stiftelsens stipendium i kraftverksstudier vid Niagara Falls och Buffalo i USA, 1928–1930, Adelskölds stipendium från Chalmers tekniska institut för elverksstudier i USA 1927 samt Svenska elverksföreningens Rosanderstipendium för studier av elektriska distributionsmätare i England, Tyskland, Ungern, Österrike och Tjeckoslovakien.
Österberg var anställd vid Aseas konstruktionsavdelning för stora synkronmaskiner 1925–1926, offert- och anläggningsingenjör vid Aseas filial i Umeå 1926–1928, ingenjör vid Niagara Falls Power Co. 1928–1929, vid Buffalo Niagara and Eastern Power Corp. 1929–1930, vid offertavdelningen för Skandinavien vid Asea i Västerås 1930–1931, elverkschef i Sala stad 1931–1939 samt överingenjör och chef för Lunds stads tekniska verk från 1939 till 1955, då han avgick med pension. Han var ordförande i vattenledningsstyrelsen i Sala 1936–1939, vice brandchef i Sala 1935–1938 och samt chef för Barnens dag där 1935 och 1937. Han var styrelseledamot i Svenska gasverksföreningen och Svenska elverksföreningen.